# Get Ready to Receive Yourself
Get Ready to Receive Yourself ist ein Album, das Joe Maneri am 18. September 1993 in Cambridge (Massachusetts) in Quartett-Besetzung einspielte. Veröffentlicht wurden die Aufnahmen 1995 auf dem britischen Label Leo Records. Nach Ansicht des Rough Guide to Jazz trug das Album entscheidend zu Joe Maneris internationalem Durchbruch bei.

## Hintergrund
Nachdem Joe Maneri in den 1980er-Jahren kaum aufgetreten war und sich auf seine Lehrtätigkeit am New England Conservatory of Music konzentriert hatte, begann er ab Ende des Jahrzehnts in verschiedenen Bostoner Gruppen zu spielen; darauf entstand 1989 ein erstes Album mit limitierter Auflage im Trioformat (Kavalinka), das er mit seinem Sohn Mat Maneri und dem Perkussionisten Masashi Harada aufgenommen hatte. 1992 trat Maneri mit Paul Bley auf dem Montreal International Jazz Festival auf, was viele positive Kritiken auslöste. 1993 schnitt Mat Maneri weitere Stücke mit, die er mit seinem Vater sowie dem Schlagzeuger Randy Peterson und dem Bassisten John Lockwood bzw. Ed Schuller gespielt hatte. Die auf Get Ready to Receive Yourself veröffentlichte Musik ist mikrotonale Improvisation; die auf dem Album enthaltenen Stücke sind (bis auf den Jazzstandard Body and Soul) sämtlich Kollektivimprovisationen.
Unter dem Eindruck des Albums Get Ready to Receive Yourself, das 1995 erschienen war und als Joe Maneris Debütalbum gilt, entschied sich der ECM-Produzent Steve Lake, Maneri für das Münchner Label aufnehmen zu lassen, woraus dann das Trioalbum Three Men Walking (1996) resultierte.

## Titelliste

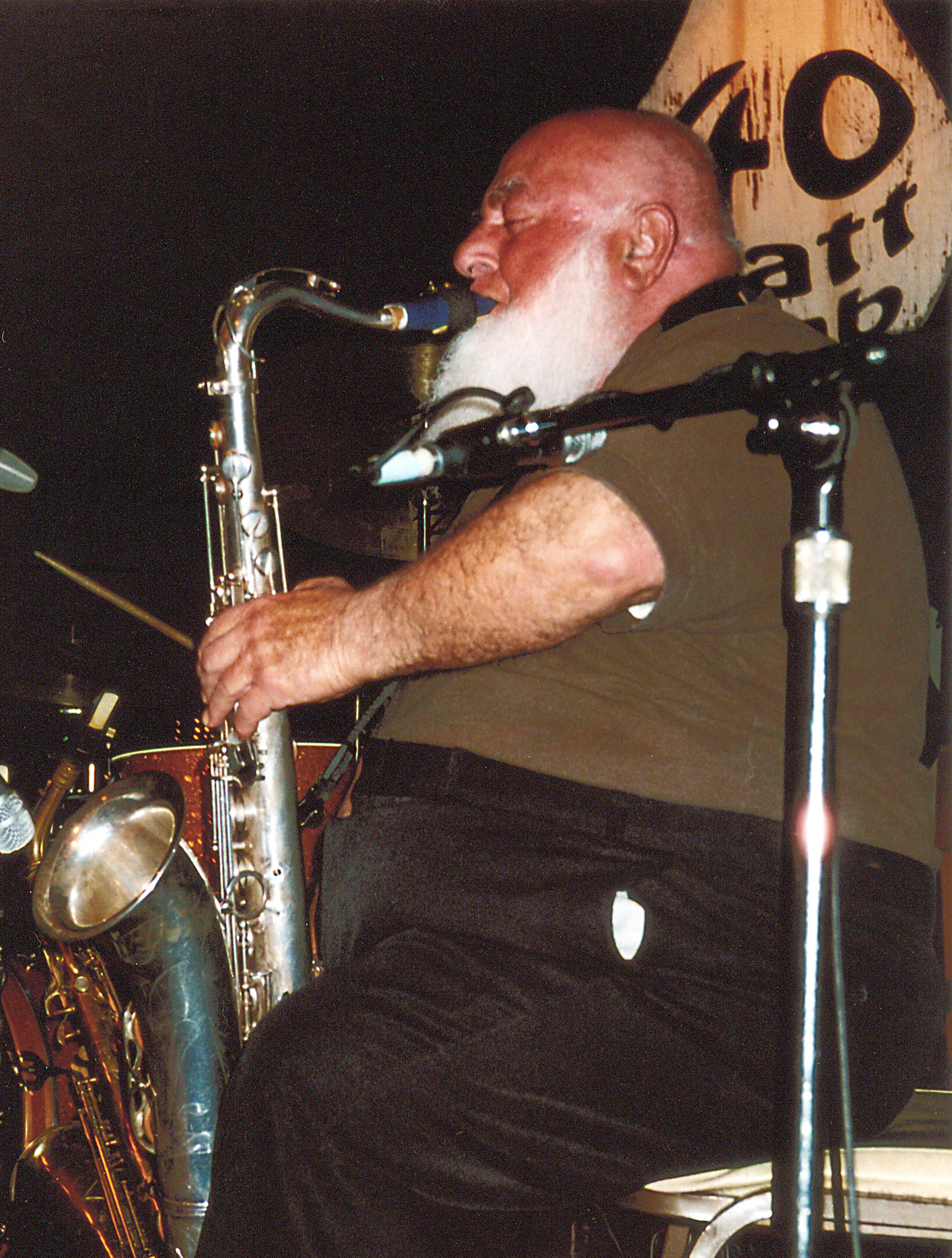
Joe Maneri 2004 bei einem Auftritt im 40 Watt Club in Athens, Georgia

- Joe Maneri Quartet: Get Ready to Receive Yourself (Leo Lab CD 010)

1. Snake Time (Joe Maneri Quartet) 6:55
2. Pres (Joe Maneri Quartet) 4:05
3. One Track Minds (Joe Maneri Quartet) 5:20
4. Skippin’ Thru the Turnips (Joe Maneri Quartet) 2:28
5. Evolve (Joe Maneri Quartet) 7:51
6. Anton (Joe Maneri Quartet) 3:19
7. Be-hop (Joe Maneri Quartet) 2:41
8. Body and Soul (E. Heyman, F. Eyton, J. Green, R. Sour) 8:08
9. Get Ready to Receive Yourself (Joe Maneri Quartet) 6:17
10. Don’t Look Now (Joe Maneri Quartet) 2:47

## Rezeption
Joe Maneris Debütalbum fand nach seinem Erscheinen lobende Erwähnung in der (Jazz)-Fachpresse, so in JazzTimes, Jazz Journal International, Signal to Noise, und in Schwann Spectrum.
Richard Cook und Brian Morton verliehen dem Album in The Penguin Guide to Jazz die höchste Bewertung; ihrer Ansicht nach gelang es Joe Maneri „in Kombination mit Mat Maneris laut aufschreiender Geige und John Lockwoods Bass einen Sound zu schaffen, der absolut einzigartig und unverkennbar sei, erstaunlich schwer zu kategorisieren. […] Die Sprache ist nicht so sehr atonal als vielmehr polytonal […].“ Besonders heben die Autoren einzelne Stücke hervor; „Anton“ sei vermutlich „eine Verneigung vor Herrn von Webern“, doch Stücke wie „Skippin’ Thru the Turnips“, „Evolve“ und das Titelstück signalisieren etwas radikal Neues, anknüpfend daran „das wirklich ungeheuerliche Cover von Body and Soul, das jedes Klischee eines Saxophon-Solos von der Erde weht.“
Nach Ansicht von Steve Holtje „leisten der Bassist John Lockwood und der Schlagzeuger Randy Peterson sensible Begleitarbeit. Das Album galt als aufmerksamkeitswirksamste (attention-grabbing) Jazz-Veröffentlichung des Jahres [1995], nicht zuletzt wegen seines Hintergrunds. Es kommt wohl selten vor, dass Kenner ein neues großartiges Album eines unbekannten 67-Jährigen zu hören bekommen, einem der größten Spieler, der so lange unter ihrem Radar geflogen war. Damit bekam Maneri schließlich die Anerkennung, die sein wirklich einzigartiges Talent verdient hatte.“